# Subdivisões de Comores

Mapa das Comores

Comores se divide administrativamente nas 3 ilhas principais:
- Grande Comore (Njazidja)
- Anjouan (Nzwani)
- Mohéli (Mwali)

Existem ainda 4 municipalidades:
- Domoni, em Anjouan,
- Fomboni, em Mohéli,
- Moroni, a capital,na Grande Comore, e
- Mutsamudu, em Anjouan